# مقعد النقل

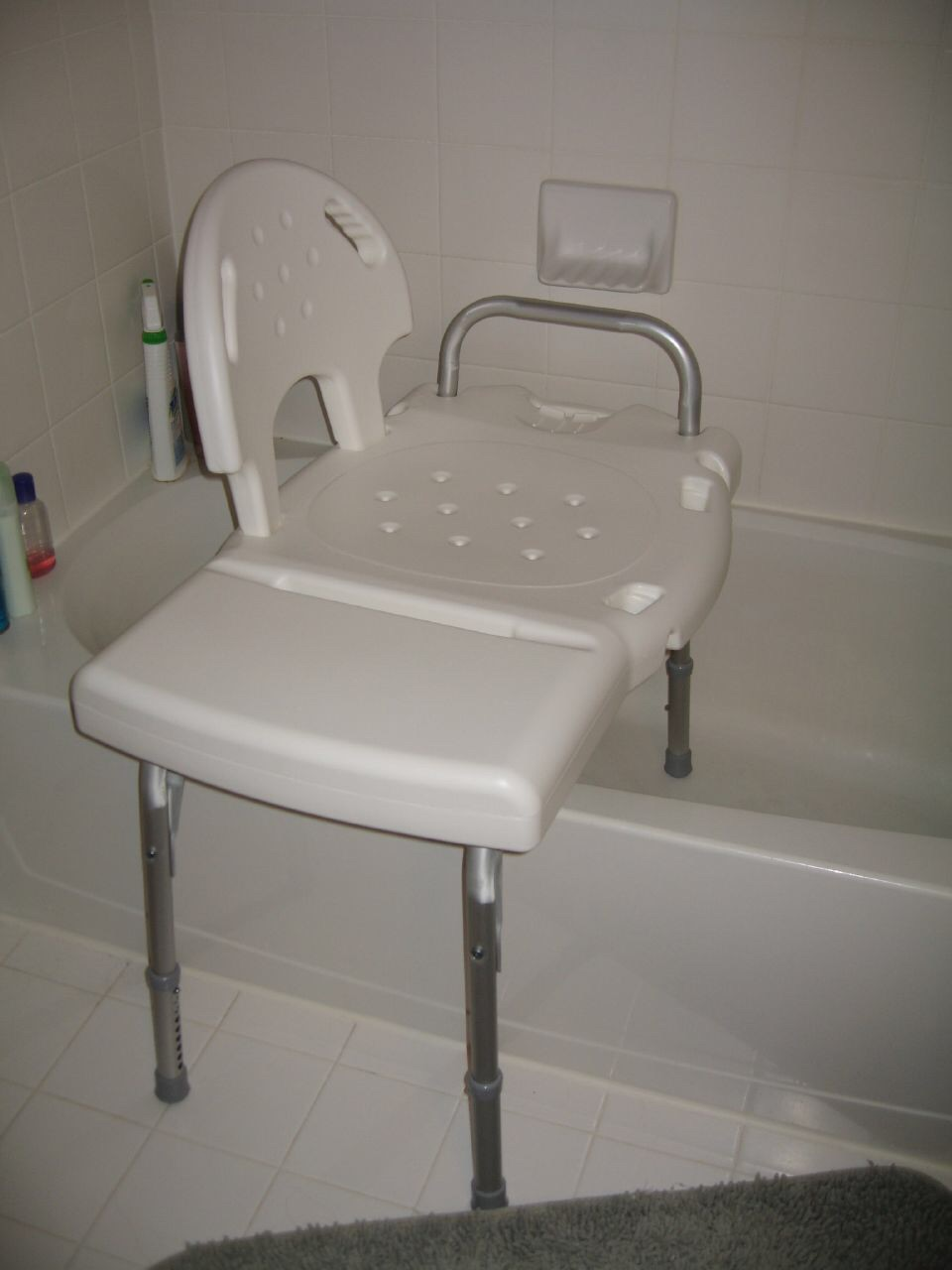
مقعد نقل جاهز للاستخدام

مقعد النقل (يُعرف أيضًا باسم مقعد الاستحمام أو مقعد الدش أو مقعد حوض النقل أو كرسي النقل) هو جهاز تنقل آمن للحمام يجلس عليه المستخدم للدخول إلى حوض الاستحمام. يجلس المستخدم عادة على المقعد الذي يمتد على جانبي الحوض وينزلق تدريجيًا من الخارج إلى داخل الحوض. وتُستخدم مقاعد نقل حوض الاستحمام للأشخاص الذين يواجهون صعوبة في عبور جدار حوض الاستحمام أو الدخول إلى الحمام إما بسبب المرض أو الإعاقة.
النسخة الأصغر حجمًا بدون امتداد المقعد الأطول والتي تجلس بالكامل داخل حوض الاستحمام تُعرف باسم كرسي الاستحمام. مقابضه مدمجة داخل مقعد الكرسي.

## الأنواع

### غير قابل للانزلاق
يتكون مقعد النقل الأساسي عادةً من مسند ظهر ومقعد طويل وأربعة أرجل. كما تحتوي الأرجل الموجودة داخل الحوض في بعض الأحيان على مكابس في قاعدتها تعمل على تثبيت سطح الحوض لتحقيق الاستقرار. إن العديد من الأنواع المختلفة مخصصة لتلبية احتياجات المريض. ويمكن أن يختلف الحجم والارتفاع (قابل للتعديل عادةً) والعرض. حيث يصعد المستخدم على المقعد من خارج الحوض ثم يتجه نحو المقعد إلى الداخل ويرفع ساقًا واحدة في كل مرة فوق جانب الحوض.
تتوفر مجموعة متنوعة من الملحقات الاختيارية مثل المقعد المبطن وفتحة المرحاض ومساند الظهر الداعمة أو مساند الأذرع القابلة للتأرجح.

### انزلاق أو تدحرج
يختلف هذا عن مقعد النقل حيث أنه بدلاً من الانزلاق إلى الجانب الآخر لا يتعين على المستخدم تحريك وركيه عبر المقعد. ويجلس المستخدم ببساطة على مقعد ثم ينزلق إلى الجانب الآخر عادةً على قضبان أو نوع من الإطار المنزلق. ويؤدي هذا إلى تقليل الاحتكاك بدرجة كبيرة وتسهيل الحركة للمرضى الأكثر اعتمادًا على الآخرين.
تأتي مقاعد الاستحمام أو الحمام بأطوال مختلفة إلى جانب خيارات مثل المقاعد المبطنة والمقاعد الدوارة والمقاعد المقطوعة. بعضها قائم بذاته في حين أن البعض الآخر يعلق على جانب الحوض. توجد أيضًا نماذج تتكامل مع الكرسي المتحرك مع إطار النقل الموجود في الحوض المتصل بالكرسي.
يحتوي تصميم مقعد الاستحمام المتطور حديثًا على ثلاث مجموعات من القضبان التي تلتصق ببعضها البعض مما يسمح للمريض الجالس بالتدحرج من كرسي متحرك إلى حوض الاستحمام أو الدش. إن المجموعة الأولى من القضبان هي جزء من كرسي متحرك وتوجد أسفل مقعد قابل للفصل يتكون من مسند مقعد ومسند ظهر ومساند ذراع اختيارية. وتوجد مجموعة القضبان الثانية في حوض الاستحمام أو الدش ولها قاعدة مشابهة لمقعد الدش ذي الأرجل الأربعة الشائع. أما المجموعة الثالثة من القضبان فهي "قضبان اتصال" تلتصق بالمجموعتين الأخريين وتشكل جسر اتصال بينهما.
لاستخدام هذا النوع من مقاعد الاستحمام يقوم مقدم الرعاية أولاً بوضع مقعد الاستحمام مع القضبان في حوض الاستحمام أو الدش وتثبيته. ثم يقوم مقدم الرعاية بعد ذلك بمحاذاة قضبان الجسر مع قضبان مقعد الدش وقفلهما معًا باستخدام قفل الكاميرا. والخطوة التالية هي لف الكرسي المتنقل (مع المريض الجالس) في مكانه ومحاذاة قضبان الكرسي المتنقل وقفلها مع قضبان الجسر (على الجانب الآخر) مرة أخرى باستخدام قفل الكاميرا. فبمجرد توصيل مجموعات القضبان الثلاثة يمكن لمقدم الرعاية تحريك الكرسي (مع المريض الجالس) فوق القضبان بطريقة جانبية بعيدًا عن قاعدة الكرسي المتحرك ذات العجلات وعبر الجسر وإلى داخل الدش أو حوض الاستحمام. كما يدعم مقعد الاستحمام المريض الجالس والكرسي أثناء الاستحمام.
من الممكن بعد ذلك فصل قضبان الجسر والقاعدة ذات العجلات ونقلها بعيدًا حتى يتمكن مقدم الرعاية من الوصول دون عوائق إلى المريض للاستحمام. وعند الانتهاء من الاستحمام تُنفذ العملية العكسية بنقل المريض من حوض الاستحمام إلى الكرسي المتحرك.
غالبًا ما تُستخدم مقاعد الاستحمام بالاشتراك مع مصعد المريض للمرضى الذين يعتمدون على أنفسهم بدرجة كبيرة ولا يمكن نقلهم يدويًا من الكرسي المتحرك إلى مقعد الاستحمام. ففي هذه الحالة يُرفع المريض من الكرسي المتحرك أو النقالة بواسطة الرافعة ويجلس على مقعد الاستحمام حتى يتمكن بعد ذلك من الانزلاق إلى حوض الاستحمام أو الدش.